# Klettgau
Klettgau település Németországban, azon belül Baden-Württembergben. Lakosainak száma 7649 fő (2023. december 31.).

## Népesség
A település népessége az elmúlt években az alábbi módon változott:
| Lakosok száma | 5724 | 6072 | 6586 | 6339 | 6639 | 7194 | 7358 | 7440 | 7468 | 7649 |
|               | 1961 | 1967 | 1974 | 1980 | 1987 | 1993 | 2000 | 2006 | 2013 | 2023 |